# 라이언 존슨 (축구 선수)
라이언 존슨(Ryan Johnson, 1984년 11월 26일 ~ )은 자메이카의 전직 축구 선수로 과거 미국 MLS와 NASL, 중국 슈퍼리그, 대한민국 K리그2 등에서 활동했으며 현재 자신의 이름을 딴 축구 트레이닝 센터를 운영 중이다.

## 선수 시절

### 클럽 경력
2002년 케이프 코드 크루세이더스에서 축구 선수 생활을 시작한 이후 2016년까지 14년동안 미국, 스웨덴, 캐나다, 대한민국, 중국 등에서 활동했다.
특히 2008 시즌부터 2012 시즌까지 새너제이 어스퀘이크스와 토론토 FC에서 활약하는 동안 새너제이의 2010 시즌 MLS컵 4강, 토론토 FC의 2012 시즌 캐나다 챔피언십 우승과 2011-12년 CONCACAF 챔피언스리그 4강 등의 성과에 기여했고 2012 시즌에는 조지 그로스 메모리얼 트로피를 수상했다.
그리고 2015 시즌에는 대한민국 K리그2의 서울 이랜드의 창단 멤버로 입단한 후 32경기에 출전하며 2015년 K리그2 준플레이오프 진출에는 일조했지만 32경기에서 단 1골에 그치는 등 새너제이와 토론토 시절을 제외하고는 거의 이렇다할 활약이 없었고 결국 2016년 북미 사커 리그의 라요 OKC를 마지막으로 14년간의 선수 생활에 마침표를 찍었다.

### 국가대표팀 경력
2006년 4월 11일 미국과의 친선 경기에서 국제 A매치 데뷔전을 치른 이후 2010년 2월 10일 아르헨티나와의 친선 경기에서 A매치 데뷔골을 신고했다.
그로부터 8개월 뒤에 열린 2010년 카리브컵에 출전하여 과들루프와의 B조 조별리그 2차전에서 쐐기골을 터뜨리며 팀의 카리브컵 통산 5번째 우승 및 통산 11번째 골드컵 본선 진출에 일조했고 2011년 CONCACAF 골드컵에서도 2골을 터뜨리며 팀의 8강 진출에 기여했다.
그 후 2012년 6월 8일 홈에서 열린 과테말라와의 2014년 FIFA 월드컵 북중미카리브 지역 3차 예선 A조 1차전에서 추가골을 터뜨리며 최종 예선 진출에도 일조했고 2013년 10월 15일 온두라스와의 2014년 FIFA 월드컵 북중미카리브 지역 최종 예선 최종전을 끝으로 A매치 36경기 8골의 기록을 남기고 국가대표팀 유니폼을 반납했다.

## 은퇴 이후
선수 은퇴 후 2017년 시카고 파이어 유스팀의 플로리다 지부인 플로리다 파이어 주니어스의 기술위원으로 잠시 활동하다가 2018년부터 오리건주 포틀랜드에서 자신의 이름을 딴 축구 트레이닝 센터를 운영하고 있다.

## 국가대표 득점
| # | 경기일     | 경기장소                   | 상대팀     | 득점  | 결과  | 비고                                    |
| - | ---------- | -------------------------- | ---------- | ----- | ----- | --------------------------------------- |
| 1 | 2010/02/10 | 아르헨티나, 마르델플라타   | 아르헨티나 | 1 – 0 | 1 - 2 | 친선 경기                               |
| 2 | 2010/09/05 | 자메이카, 킹스턴           | 코스타리카 | 1 – 0 | 1 – 0 | 친선 경기                               |
| 3 | 2010/11/29 | 마르티니크, Rivière-Pilote | 과들루프   | 2 – 0 | 2 – 0 | 2010년 카리브컵                         |
| 4 | 2011/06/07 | 미국, 카슨                 | 그레나다   | 2 – 0 | 4 – 0 | 2011년 CONCACAF 골드컵                  |
| 5 | 2011/09/05 | 미국, 해리슨               | 온두라스   | 1 – 0 | 1 – 0 | 2011년 CONCACAF 골드컵                  |
| 6 | 2011/09/02 | 에콰도르, 키토             | 에콰도르   | 2 – 4 | 2– 5  | 친선 경기                               |
| 7 | 2012/02/24 | 자메이카, 몬테고베이       | 쿠바       | 1 – 0 | 3 – 0 | 친선 경기                               |
| 8 | 2012/06/08 | 자메이카, 킹스턴           | 과테말라   | 2 – 0 | 2 – 1 | 2014년 FIFA 월드컵 북아메리카 지역 예선 |

## 대회 성적

### 클럽
새너제이 어스퀘이크스
- MLS컵 : 4강 (2010)

 토론토 FC
- 캐나다 챔피언십 : 우승 (2012)
- CONCACAF 챔피언스컵 : 4강 (2011-12)

 서울 이랜드
- K리그2 : 4위 (2015)

### 국가대표팀
자메이카
- 카리브컵 : 우승 (2010)

### 개인 수상
- 조지 그로스 메모리얼 트로피 : 2012